# Adan Mohamed Núr Madobe
Adan Mohamed Núr Madobe (somálsky Sheekh Aaden Maxamed Nuur, arabsky عدن محمد نور مادوبي) (* asi 1957, Mandera, Keňa) je somálský politik, předseda parlamentu během přechodné federální vlády (TFG) v Somálsku a prezident na přelomu let 2008/2009.